# Sd.Kfz. 251/12
De Sd.Kfz. 251/12 was een halftrackvoertuig, gebruikt door de Duitsers in de Tweede Wereldoorlog. Het was uitgerust met een zoeklicht en een MG, bedoeld om vijandelijke vliegtuigen te beschieten.
Het ontwerp was gebaseerd op een standaard Sd.Kfz. 251, maar het verdedigingsscherm was verwijderd. De MG werd echter niet weggehaald. De MG werd op een platform geplaatst met daarop twee zoeklichten: een OF PNV en een BY IR. De OF PNV werd boven op de MG geplaatst, de schutters moesten dan onder het zoeklicht doorkijken. Het andere zoeklicht, de BY IR, werd naast de MG geplaatst die bedoeld was om het luchtruim te verlichten voor ander luchtafweergeschut. De Sd.Kfz. 251/12 kreeg de bijnaam Falke.
Het ontwerp bleek zo succesvol dat de Sovjet-Unie ook enkele van hun voertuigen uitrustte met een zoeklicht, bijvoorbeeld de BA-64. 